# Kamil Stańczak
Kamil Stańczak (ur. 1980) – polski artysta wizualny.

## Życiorys
Dyplom na Wydziale Artystycznym UMCS w Lublinie (2004). Pracuje na macierzystej uczelni jako asystent w Zakładzie Malarstwa i Rysunku. Zajmuje się malarstwem, instalacją.
W pełen ironii sposób poddaje próbie możliwość eksperymentowania z malarstwem w epoce pomalarstwa i pobanalizmu. Na dekoracyjnych tkaninach przedstawia portrety osób ubranych w stroje wykonane ze stanowiących podobrazie materiałów (Nowa koszula mojego kumpla, 2004). Realizuje swoiste kolaże, w których poszczególne obrazy połączone z przedmiotami gotowymi stanowią elementy składające się na instalację w przestrzeni galerii (Następny proszę, Galeria Biała, Lublin 2006). Konstruuje absurdalnie rozbudowane obiekty – maszyny do malowania, których używa do realizacji na pograniczu performance kończących się „wywołaniem” obrazu (Obraz z maszyny, Galeria Sztuki Współczesnej, Przemyśl 2006) lub instaluje wspomniane mechanizmy na powierzchni płótna tworząc specyficzne obiekty „strukturalne” (Sprinter – 4, 2006).
Mieszka i pracuje w Lublinie.

## Wybrane wystawy indywidualne
2014
- Organika, Galeria Biała, Lublin

2012
- Obiekty strategiczne, Laboratorium Sztuki, Galeria Wozownia, Toruń

2010
- Betony, Galeria Biała, Lublin, 2010
- Stado, Lubelskie Towarzystwo Zachęty Sztuk Pięknych, Lublin

2009
- Peryferie, Galeria Biała, Lublin

2006
- FermentAkcje, Galeria Sztuki Współczesnej, Przemyśl
- Następny proszę,  Galeria Biała, Lublin;

## Wybrane wystawy zbiorowe
2019
- Trudna miłość, Minus1.artspace, Katowice

2014
- Nowy Dom, Wystawa w przestrzeni miasta, osiedle Węglin, Lublin
- Biala.art.pl, Galeria Biała, Lublin
- Strabag Artaward International, Strabag Artlounge, Wiedeń

2013
- 41. Biennale Malarstwa Bielska Jesień, BWA Galeria Bielska, Bielsko Biała
- Mizogini, Stowarzyszenie Otwarta Pracownia, Galeria Zajezdnia, Lublin
- Cisza przed burzą, Stowarzyszenie Otwarta Pracownia, Galeria Otwarta Pracownia, Kraków

2012
- Patience of Paper, Griffith University, Queensland College of Art, Brisbane, Australia
- Miejsce dla sztuki, Nowa Papiernia, Wrocław

2011
- Biała nad Białą, BWA Galeria Bielska, Bielsko Biała
- No Budget Show 3, Galeria Kordegarda, Warszawa

2010
- Tydzień Sztuki, Galeria Dzyga, Lwów

2009
- Re-akcje plenerowe, Galeria Sanocka, Sanok
- Kolekcja alternatywna, Galeria Biała, Lublin
- 20 Years Later, Dam 27, Amsterdam, Holandia

2008
- Białe kombinacje, BWA Galeria Sanocka, Sanok
- Maszyny pożądające, Zona Sztuki Aktualnej, Fabryka Sztuki, Łódź

2007
- Malarstwo polskie XXI wieku, Zachęta Narodowa Galeria Sztuki, Warszawa
- Pozaginania rysunkowe – Gra o wszystko, Korytarz Akademii Centrum Kultury, Lublin;

2006
- KunstMirOffSky, (z R. Kuśmirowskim i M. Stachyrą), Galeria Kordegarda, Warszawa;
- Ung Konst i Polen, Młoda sztuka w Polsce, Instytut Polski, Sztokholm, Szwecja
- Biała strefa, Galeria Austriacka, Austriackie Forum Kultury, Warszawa

2005
- Nova Biała, Galeria Biała, Lublin
- 7. Konkurs im. Eugeniusza Gepperta i 6. Krajowa Wystawa Malarstwa Młodych, BWA, Wrocław;

2006
- Malarstwo polskie XXI wieku, Zachęta, Warszawa;